# Ferdinando Bernasconi (Architekt, 1867)
Ferdinando Bernasconi (* 28. Januar 1867 in Carona; † 15. Oktober 1919 in Roveredo (heute Gemeinde Capriasca)) war ein Schweizer Architekt.

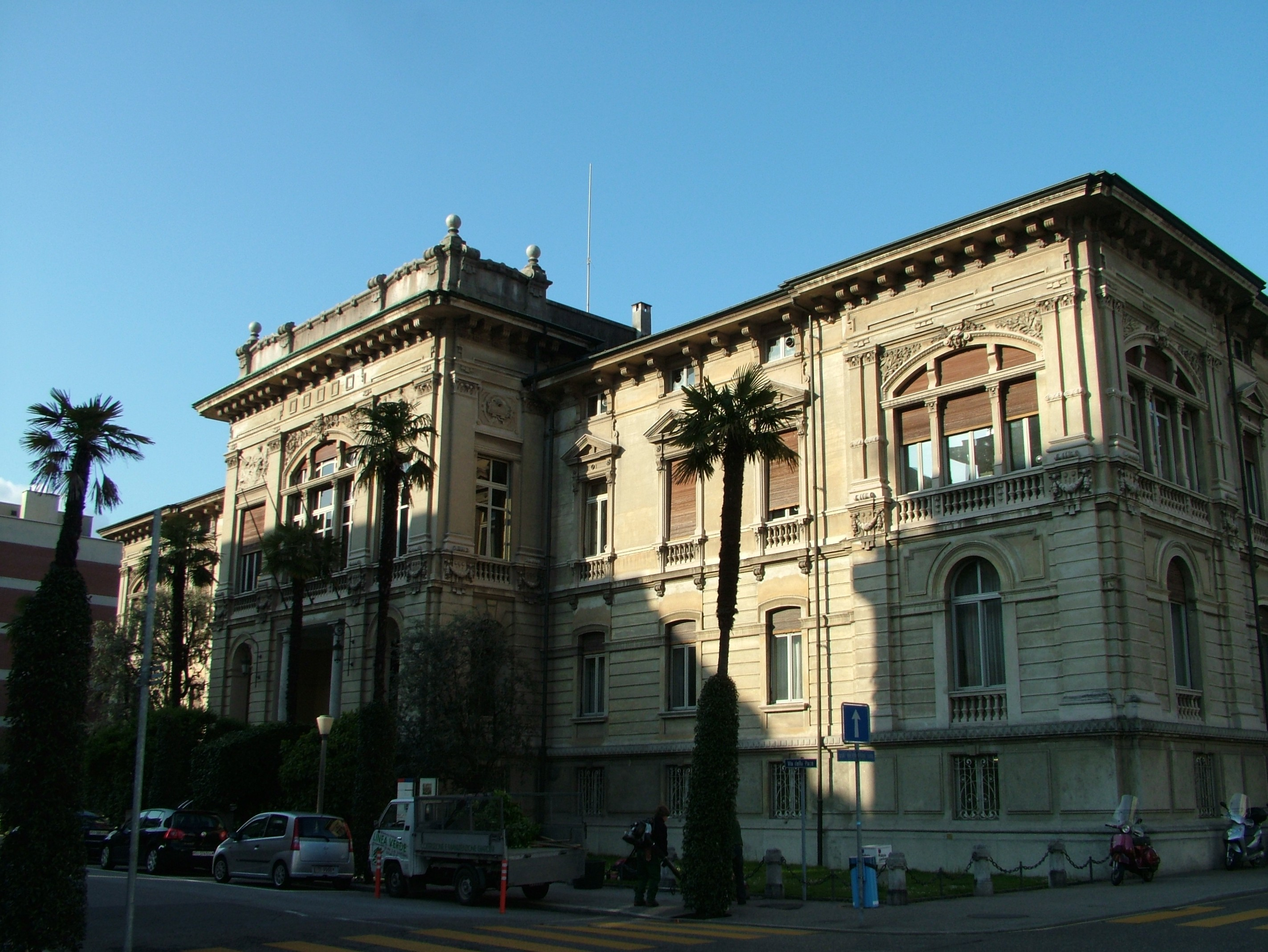
Ferdinando Bernasconi, ehemaliger Palazzo del Pretorio

## Ausbildung und Karriere
Ferdinando Bernasconi war Sohn des Giuseppe Luigi, Inhaber eines Forstbetriebs. Er heiratete Chiara Mini. Er absolvierte eine Maurerlehre in Turin und besuchte gleichzeitig Kurse an der Accademia Albertina von 1880 bis 1884; später besuchte er die Zeichenschule in Lugano von 1884 bis 1886, das Istituto tecnico Carlo Cattaneo und die Architekturschule der Accademia di Belle Arti di Brera in Mailand von 1886 bis 1889. Er arbeitete zunächst für die Mailänder Architekten Gaetano Moretti, Luigi Broggi und Giuseppe Sommaruga und eröffnete 1892 ein Studio in Locarno.
Zu seinen Werken in Locarno gehören die Gemeindeschulen (1893 bis 1894), der Umbau des Rathauses (1896), das Kursaal-Theater (1902), die exotische Villa Moresca (1904, abgerissen) und der Palazzo del Pretorio (1908). Das Variété-Theater und Kino in Mendrisio (1908) ist eines der besten Beispiele des Tessiner Jugendstils; das Krematorium in Lugano (1913 bis 1916) ist vom dorischen Tempel inspiriert. Er war Staatsarchitekt von 1903 bis 1917 und Stadtarchitekt in Locarno von 1908 bis 1912.